# جی‌ام‌اچ‌سی
جی‌ام‌اچ‌سی(GMHC) (بحران سلامت مردان همجنسگرا سابق) یک سازمان خدمات ایدز غیرانتفاعی، داوطلبانه و مبتنی بر جامعه در ایالت نیویورک است که مأموریت آن «پایان دادن به اپیدمی ایدز و اعتلای زندگی همه مبتلایان» است.

## تاریخچه

### دهه ۱۹۸۰
این سازمان در ژانویه ۱۹۸۲ پس از شروع گزارش در سانفرانسیسکو و شهر نیویورک مبنی بر اینکه نوعی سرطان به نام سارکوم کاپوسی مردان جوان همجنسگرا را تحت تأثیر قرار می‌دهد، تأسیس شد. پس از آنکه مرکز کنترل و پیشگیری بیماری، بیماری جدید را همه گیر اعلام کرد، سازمان بحران سلامت مردان همجنسگرا با ۸۰ مرد در آپارتمان نویسنده نیویورکی، لری کریمر، برای بحث در مورد مسئله «سرطان همجنسگرایان» (در ابتدا با تصور این که فقط همجنسگرایان به ایدز مبتلا می‌شوند، به آن سرطان همجنسگرایان گفته می‌شد) و جمع‌آوری پول برای تحقیق تشکیل شد. جی‌ام‌اچ‌سی نام خود را از این واقعیت گرفته‌است که اولین مردانی که در اوایل دهه ۱۹۸۰ قربانی ایدز شدند همجنسگرا بودند. اولین جلسه این سازمان در کلیسای سنت جوزف در دهکده گرینویچ برگزار شد.
بنیانگذاران این سازمان، ناتان فاین، لری کریمر، لارنس دی ماس، پال پوپام، پال راپوپورت و ادموند وایت بودند. آنها نهادی رسمی و معاف از مالیات را تشکیل دادند که در ۳۰ ژوئن ۱۹۸۲ تأسیس شد. در آن زمان این سازمان بزرگترین سازمان داوطلبانه مقابله با ایدز در جهان بود. پال پوپام به عنوان رئیس این سازمان انتخاب شد.
لری کریمر در یادداشتی دربارهٔ این سازمان می‌گوید که تا زمان مرگ مک فارلین، «جی‌ام‌اچ‌سی اساساً همان کاری را می‌کرد که وی آغاز کرده بود: مشاوره بحران، کمک‌های حقوقی، داوطلبان، سیستم دوستانه، مددکاران اجتماعی» به عنوان بخشی از سازمانی که به بیش از ۱۵۰۰۰ نفر مبتلا به اچ‌آی‌وی و ایدز خدمات ارائه می‌کرد. کریمر در مصاحبه ای با نیویورک تایمز پس از مرگ مک فارلین در ماه مه ۲۰۰۹، گفت «راجرز یک تنه این گروه مبارز را که از مردان واقعاً ترسیده و اکثراً جوان تشکیل شده بود، را برد، یک دفتر برای ما پیدا کرد و همه برنامه‌ها را تنظیم کرد.»
کریمر در سال ۱۹۸۳ به دلیل اختلاف نظر زیاد با دیگر بنیانگذاران استعفا داد. از آن زمان به بعد اظهار نظرها و موضع‌گیری‌های عمومی او نسبت به جی‌ام‌اچ‌سی، منفی بود. نمایشنامه "قلب عادی" یک رمان کلیددار از کریمر در ارتباط با سازمان است.
در تاریخ ۳۰ آوریل ۱۹۸۳، جی‌ام‌اچ‌سی حامی اولین رویداد بزرگ جمع‌آوری کمک مالی برای ایدز شد.
تا سال ۱۹۸۴، مراکز کنترل بیماری از جی‌ام‌اچ‌سی برای برنامه‌ریزی کنفرانس‌های عمومی در مورد ایدز کمک می‌خواستند. در سال ۱۹۸۴، ویروس نقص ایمنی انسانی توسط فرانسواز باره سینوسی و لوک مونتانیه فرانسوی کشف شد. در طی دو سال، جی‌ام‌اچ‌سی به مردان و زنان دگرجنسگرا، بیماران هموفیلی، مصرف‌کنندگان مواد مخدر و کودکان نیز کمک می‌کرد.
سازمان بحران سلامت مردان همجنسگرا در کتاب رندی شیلتس در سال ۱۹۸۷ به نام و باند بازی در..، پوشش گسترده‌ای یافت. این کتاب پیشرفت همه‌گیری را سرزنش می‌کند، او دولت ریگان و مارگارت هکلر، وزیر بهداشت را به دلیل عدم پاسخگویی مقصر می‌داند. این نویسنده جی‌ام‌اچ‌سی را برای کار خود ستود. شیلتس یک مرد همجنسگرا بود که بعداً به دلیل ابتلا ایدز درگذشت.

### دهه ۱۹۹۰
در سال ۱۹۹۷، سازمان به مقر جدید خود در ساختمان ۹ طبقه تیش در خیابان ۱۱۹ وست ۲۴ در محله چلسی نقل مکان کرد. این ساختمان با هزینه ۱۲٫۵ میلیون دلار تحت بازسازی قرار گرفت و به افتخار پرستون رابرت تیش و جوآن تیش نامگذاری شده‌است. این زوج ۳٫۵ میلیون دلار برای این پروژه اهدا کردند. جوآن در هیئت مدیره سازمان بود.

### دهه ۲۰۰۰
جی‌ام‌اچ‌سی چندین کمک مالی از بنیاد کارنگی، سازمانی که از زمان تأسیس خود در سال ۲۰۰۲ از بیش از ۵۵۰ مؤسسه هنری و خدمات اجتماعی در شهر نیویورک حمایت کرده‌است، دریافت کرد. دریافت این کمک مالی توسط مایکل بلومبرگ ، شهردار شهر نیویورک، امکان‌پذیر شد.
جی‌ام‌اچ‌سی به مقری جدید و گسترده متشکل از ۱۱۰٬۰۰۰ فوت مربع (۱۰٬۰۰۰ متر مربع) فضای باز طراحی شده و بازسازی شده در خیابان ۴۴۶ غرب ۳۳ در منهتن نقل مکان کرد. جی‌ام‌اچ‌سی خدماتش را برای بیش از ۱۰۰۰۰۰ نیویورکی متأثر از اچ‌آی‌وی/ ایدز گسترش داده‌است. این خدمات شامل آموزش بهداشت، تغذیه، پشتیبانی حقوقی، مسکن، بهداشت روان، آموزش حرفه ای مدیریت بیماری است. در مقر جدید با داشتن آشپزخانه پیشرفته و اتاق غذاخوری بزرگتر، وعده‌های غذایی گرم رایگان به تعداد بیشتری از افراد ارائه می‌شود. ظرفیت برنامه کیت هرینگ (کمک غذایی)، تهیه کیسه‌های مواد غذایی و مشاوره تغذیه هم افزایش پیدا کرد.
مقر جدید جی‌ام‌اچ‌سی را قادر ساخت خدمات خود را برای پاسخگویی به نیازهای رو به رشد و پیچیده افراد مبتلا به اچ‌آی‌وی/ ایدز گسترش دهد. در سی و نهمین سال اپیدمی، اچ‌آی‌وی به میزان قابل توجهی - به‌طور محلی و ملی - به ویژه در میان زنان، سیاه‌پوستان آمریکا، لاتین‌ها و مردانی که با مردان رابطه جنسی دارند، همچنان افزایش می‌یابد.